# Најлепши дани у животу Ивана Кисека
„Најлепши дани у животу Ивана Кисека” је југословенски ТВ филм из 1986. године. Режирао га је Ведран Михлетић а сценарио су написали Ведран Михлетић и Зринко Огреста.

## Улоге
| Глумац                   | Улога      |
| ------------------------ | ---------- |
| Свен Ласта               | Иван Кисек |
| Ана Кардеус              | Сарина     |
| Милан Срдоч              | Костелец   |
| Стеван Гардиновачки      | Кос        |
| Милена Булатовић Шијачки |            |
| Иван Хајтл               |            |
| Матија Пасти             |            |
| Тихомир Плескоњић        |            |